# Чохі
Чохі (груз. ჩოხი) — село в Грузії.
За даними перепису населення 2014 року в селі проживає 17 осіб.